# Edna Goodrich
Edna Goodrich (22 de diciembre de 1883 - 26 de mayo de 1971) fue una actriz estadounidense de Broadway, así como autora. Estuvo casada con Edwin Stacey, de Cincinnati (Ohio), y posteriormente con Nat C. Goodwin.

## Inicios
Nacida en Logansport, Indiana, Edna fue criada por su bisabuelo, Abner Scott Thornton, miembro de una influyente familia de Logansport. En su juventud, Edna y su madre se trasladaron a Nueva York, donde encontraron trabajo como coristas. Edna Goodrich se unió al reparto del musical Florodora, formado por artistas extremadamente bellas. De las más de 70 mujeres que llegaron a ser chica Florodora, Edna fue una de las pocas que consiguieron fama duradera.

## 1905-1910
Tras dejar Floradora, Edna Goodrich fue primera actriz en las producciones cómicas de Nat C. Goodwin. Goodwin fue el más famoso comediante estadounidense de su época y heredero de una familia que había amasado una fortuna con la minería. Sus actuaciones llenaban teatros en los Estados Unidos y Europa, siendo ambos pasto del periodismo sensacionalista. En el otoño de 1908 Nat C. Goodwin y Edna Goodrich se casaron. 

## 1911-1920
El 28 de marzo de 1911 la pareja se divorció. Entre 1914 y agosto de 1915 Edna Goodrich sirvió como enfermera al cuidado de miembros del ejército británico heridos en la Primera Guerra Mundial. Su casa en el campo fue posteriormente convertida en hogar de convalecencia para los soldados que volvían del frente.
Durante el resto de la década, Edna trabajó en el teatro y actuó en varias películas del cine mudo, aunque nunca consiguió el éxito alcanzado en el teatro. Por otra parte, habría desarrollado un alcoholismo que causaría su despido del plató del film "The Golden Chance (1915)" , de Cecil B. DeMille. Edna Goodrich se retiró del cine en 1918, y falleció en Nueva York en 1971.

## Producciones teatrales y cinematográficas
Películas
- Treason (1918) .... La esposa,
- Her Husband's Honor (1918) .... Nancy Page,
- Who Loved Him Best? (1918) .... Doria Dane, ... también His Inspiration (USA: título alternativo)
- Her Second Husband (1917) .... Helen Kirby,
- American Maid (1917) .... Virginia Lee,
- Daughter of Maryland (1917) .... Beth Treadway,
- Reputation (1917) .... Constance Bennett,
- Queen X (1917) .... Janice Waltham, Queen X,
- The House of Lies (1916) .... Edna Coleman,
- The Making of Maddalena (1916) .... Maddalena,
- Armstrong's Wife (1915) .... May Fielding,

Galería

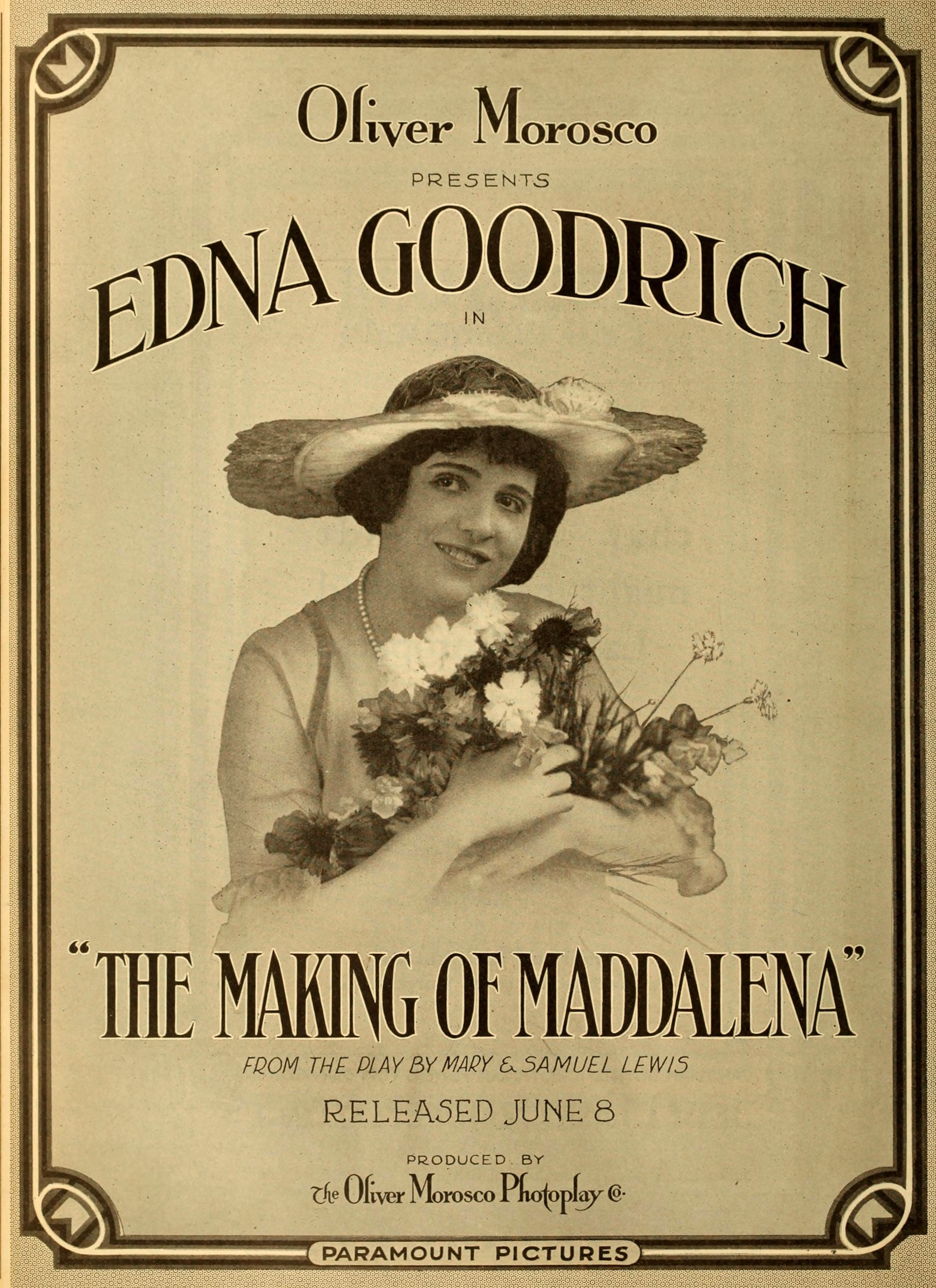
The Making of Maddalena (1916)
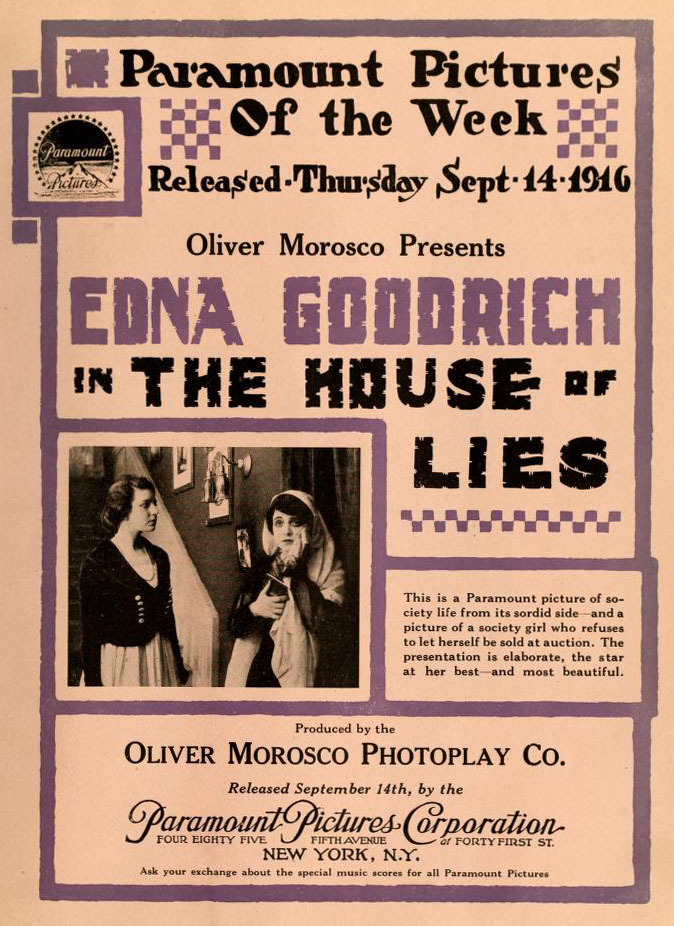
The House of Lies (1916)
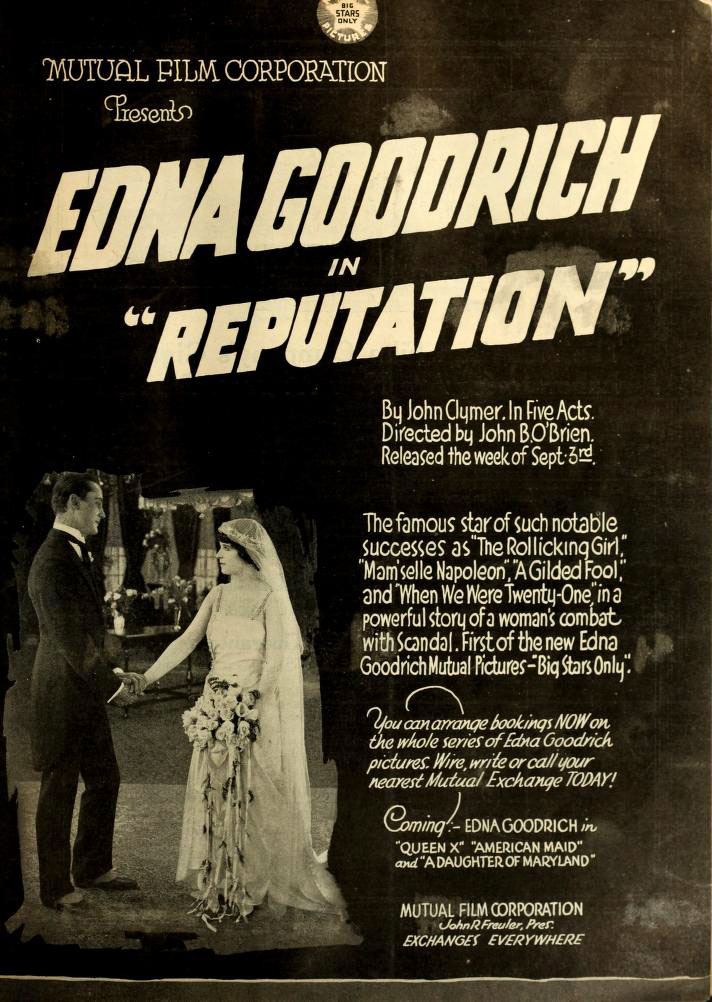
Reputation (1917)
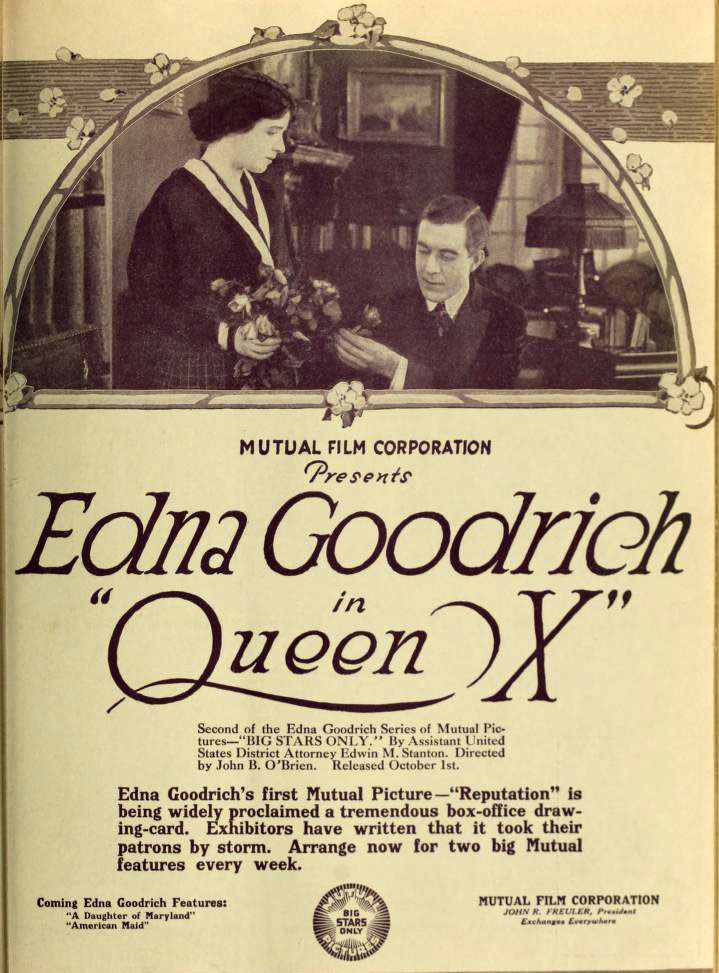
Queen X (1917)

Teatro
Broadway
- "The Runaways" 1903,
- "Mam'selle Napoleon" 1903-4,
- "A Jolly Baron" 1905,
- "The Rollicking Girl" 1905-6,
- "The Genius" 1906,
- "The Easterner" 1908,

Otras producciones de importancia
- "Evangeline" 1913-1914,
- "Floradora" 1900-1904

Autora
- "Deynard's Divorce" 1922